# Przeczów (Opole)
Pour les articles homonymes, voir Przeczów.
Przeczów est une localité polonaise de la gmina et du powiat de Namysłów en voïvodie d'Opole.